# Persischer Golf
Der Persische Golf (persisch خلیج فارس chalīdsch-e fārs, DMG ḫalīǧ-e fārs), im Deutschen selten auch Arabischer Golf genannt, ist ein Binnenmeer zwischen dem Iranischen Hochland und der Arabischen Halbinsel.
Der Persische Golf ist etwa 1000 km lang und 200 bis 300 km breit, die Fläche beträgt etwa 235.000 km².

## Geo- und Topographie
Der Persische Golf ist ein relativ flaches Gewässer mit einer maximalen Tiefe von 110 m. Sein Volumen beträgt etwa 6000 km³, mit einer durchschnittlichen Tiefe von unter 26 Metern. Über die Straße von Hormus ist er mit dem Golf von Oman und dem Arabischen Meer bzw. dem Indischen Ozean verbunden. In den Persischen Golf mündet der Zusammenfluss von Euphrat und Tigris, der Schatt al-Arab. Durch den geringen Süßwasserzufluss und die hohe Verdunstungsrate ist der Salzgehalt mit etwa 4 % überdurchschnittlich hoch.
Während des letzten glazialen Maximums, als weltweit der Meeresspiegel um etwa 120 m niedriger war, war der Grund des Persischen Golfes ein flaches Tal, durch welches die Flüsse Euphrat, Tigris und Karun einen gemeinsamen Abfluss zur Straße von Hormus fanden. Mit dem Einsetzen der Flandrischen Transgression vor etwa 11.000 Jahren stieg der Spiegel auf etwa heutige Verhältnisse an.
Die größten vier Inseln im Persischen Golf sind Qeschm in Iran, Bubiyan in Kuwait, Bahrain, die Hauptinsel des gleichnamigen Staates sowie Tarut in Saudi-Arabien.

## Benennung

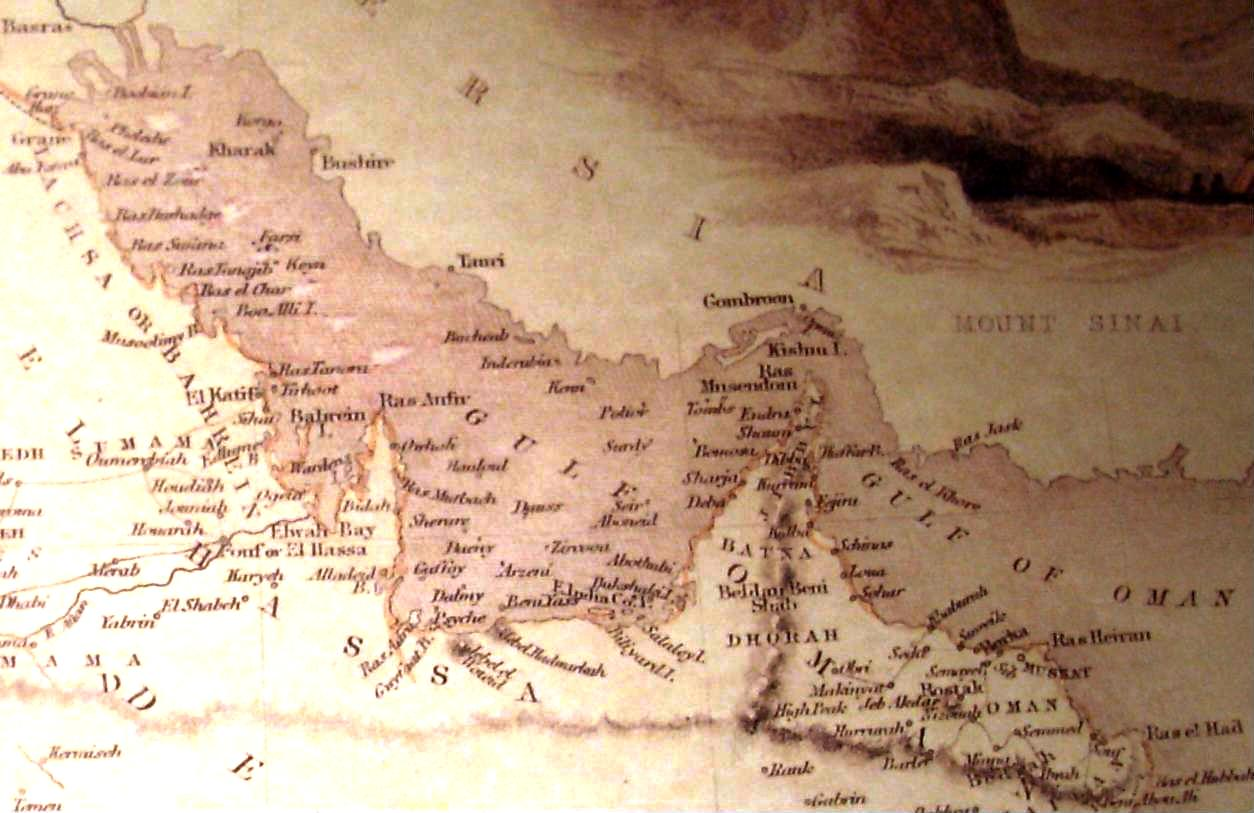
Von dieser historischen Karte in Dubai wurde das Wort Persischer von Persischer Golf entfernt.

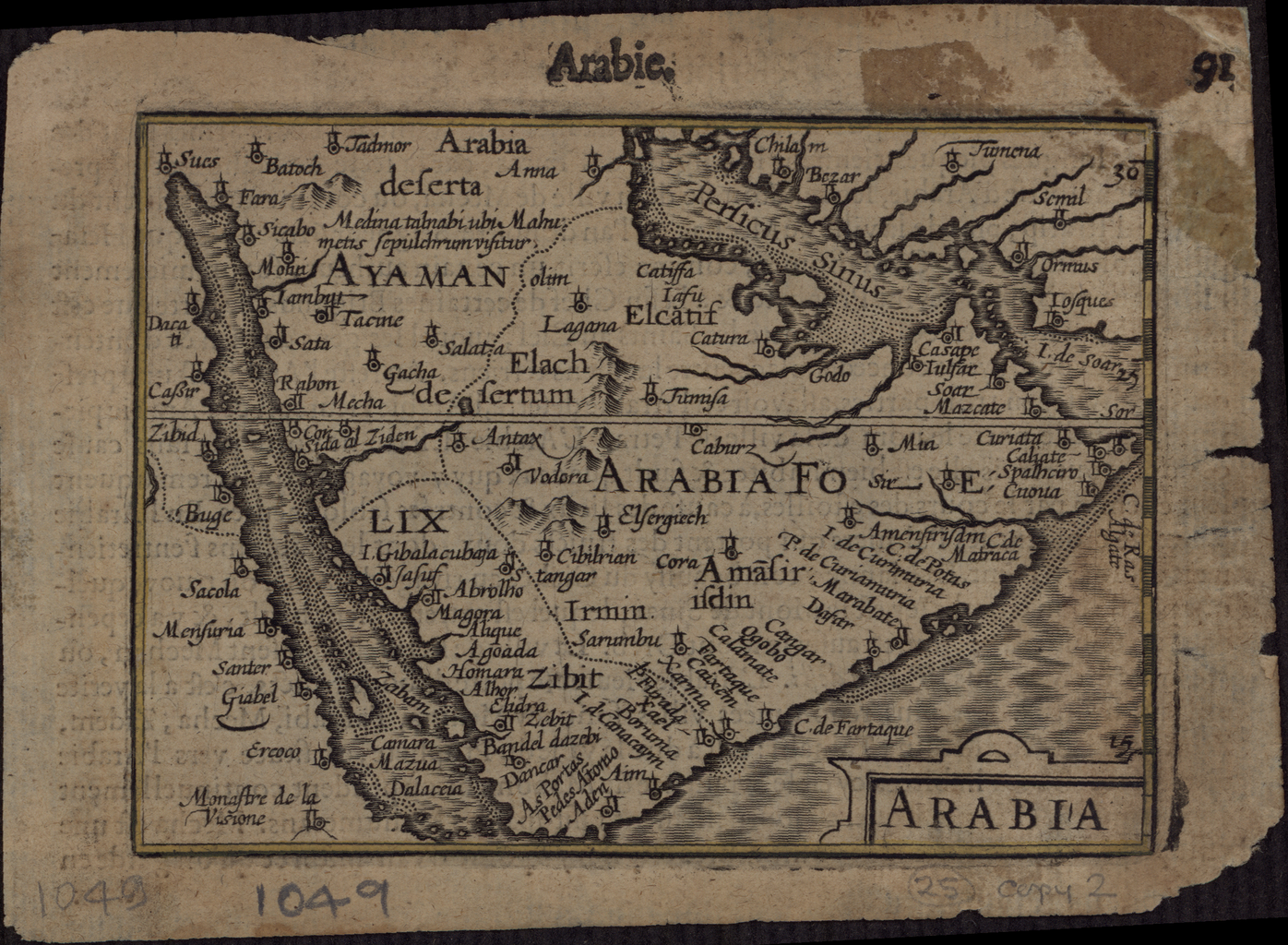
Persicus Sinus auf der Karte von Jodocus Hondius von 1598

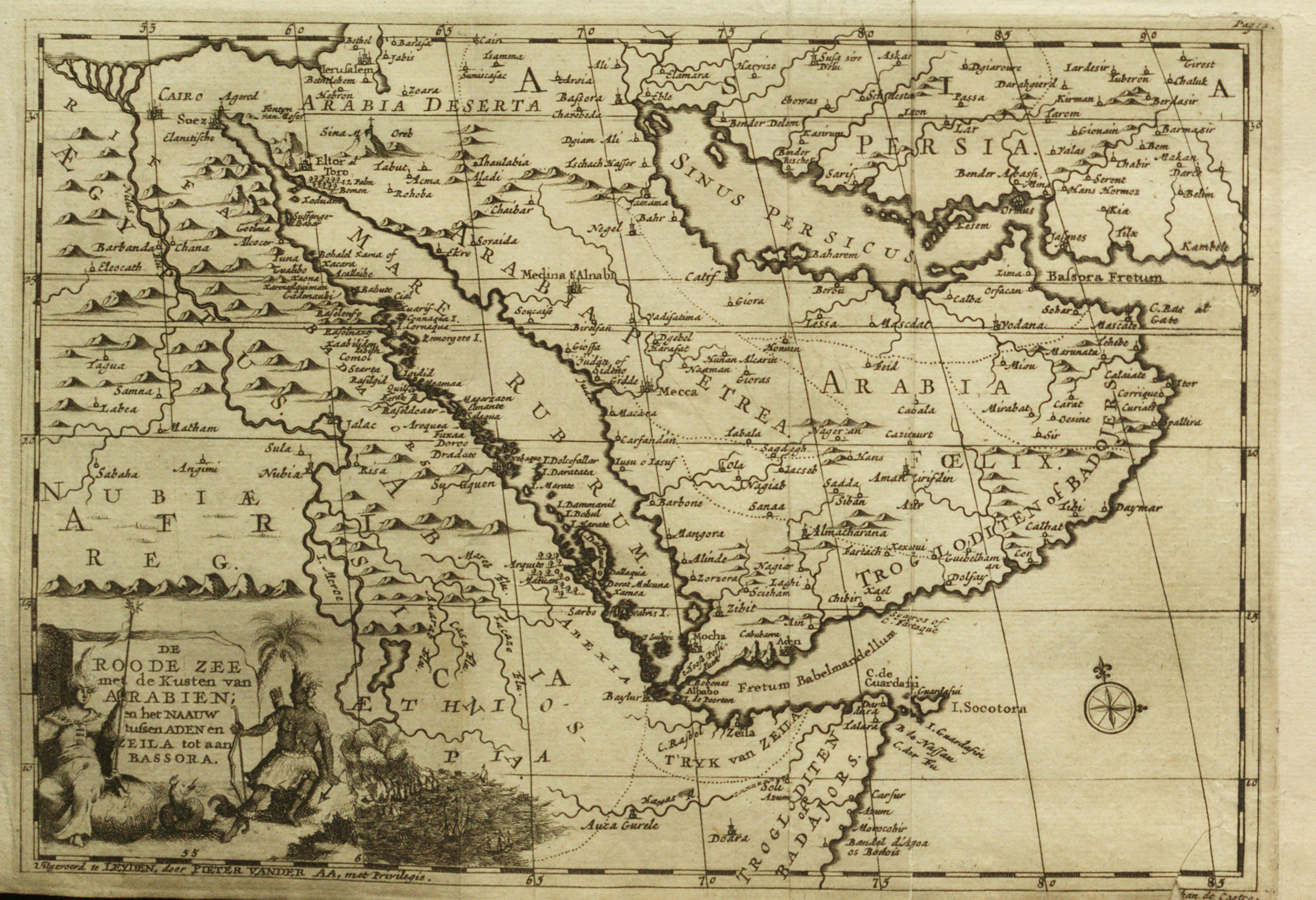
Sinus Persicus auf einer Karte von Pieter van der Aa (Anfang 18. Jahrhundert)

Für den Persischen Golf sind international verschiedene Bezeichnungen in Gebrauch, die Bezeichnung „Persischer Golf“ (persisch خليج فارس chalidsch-e fārs) wird aber überwiegend verwendet. Diese ist seit vorchristlicher Zeit in diversen persischen und griechischen Quellen, seit der islamischen Ära auch in arabischen (arabisch الخليج الفارسي al-chalīdsch al-fārisī) und europäischen Quellen nachzuweisen.
In den arabischen (Anrainer-)Staaten hat sich jedoch seit Mitte des 20. Jahrhunderts der Neologismus „Arabischer Golf“ (arabisch الخليج العربي al-chalīdsch al-ʿarabī) durchgesetzt; seitdem taucht der Begriff auch vereinzelt in westlichen Medien, als alternative Bezeichnung durch die National Geographic Society und in gedruckten Werken auf. Umgangssprachlich und auch in den Medien wird häufig nur die Bezeichnung „Der Golf“ verwendet. In Deutschland war bis Anfang des 20. Jahrhunderts die Bezeichnung „Persischer Meerbusen“ in Gebrauch. Davor war die Bezeichnung „Golf von Bassora“ (Golf von Basra) geläufig, die noch heute in der Türkei (türk. Basra Körfezi) in Gebrauch ist. Auf alten deutschen Karten wird der Golf zuweilen „Grünes Meer“ genannt. Im Persischen war früher auch die Bezeichnung „Golf des Dscham“ (benannt nach Dschamschid aus der iranischen Mythologie) verbreitet. Der einstige akkadische Name des Persischen Golfs war narMarratû („bitterer Strom“).
Die Internationale Hydrographische Organisation (IHO) benutzt seit 1953 offiziell die Bezeichnung „Golf von Iran“.
Die Frage der Benennung wird in manchen Staaten politisch geführt und sorgte wiederholt für diplomatische Auseinandersetzungen, insbesondere zwischen Iran und den arabischen Staaten. Auch die Vereinten Nationen mussten sich mehrfach mit dieser Frage auseinandersetzen. 2006 stellte eine ihrer Expertengruppen in diesem Zusammenhang fest, dass die Vereinten Nationen intern an der Bezeichnung „Persischer Golf“ festhalten, es aber „Staaten nicht verboten werden kann, Exonyme“ für geographische Namen „zu schaffen und zu verwenden“.

## Politik und Wirtschaft

### Anrainerstaaten

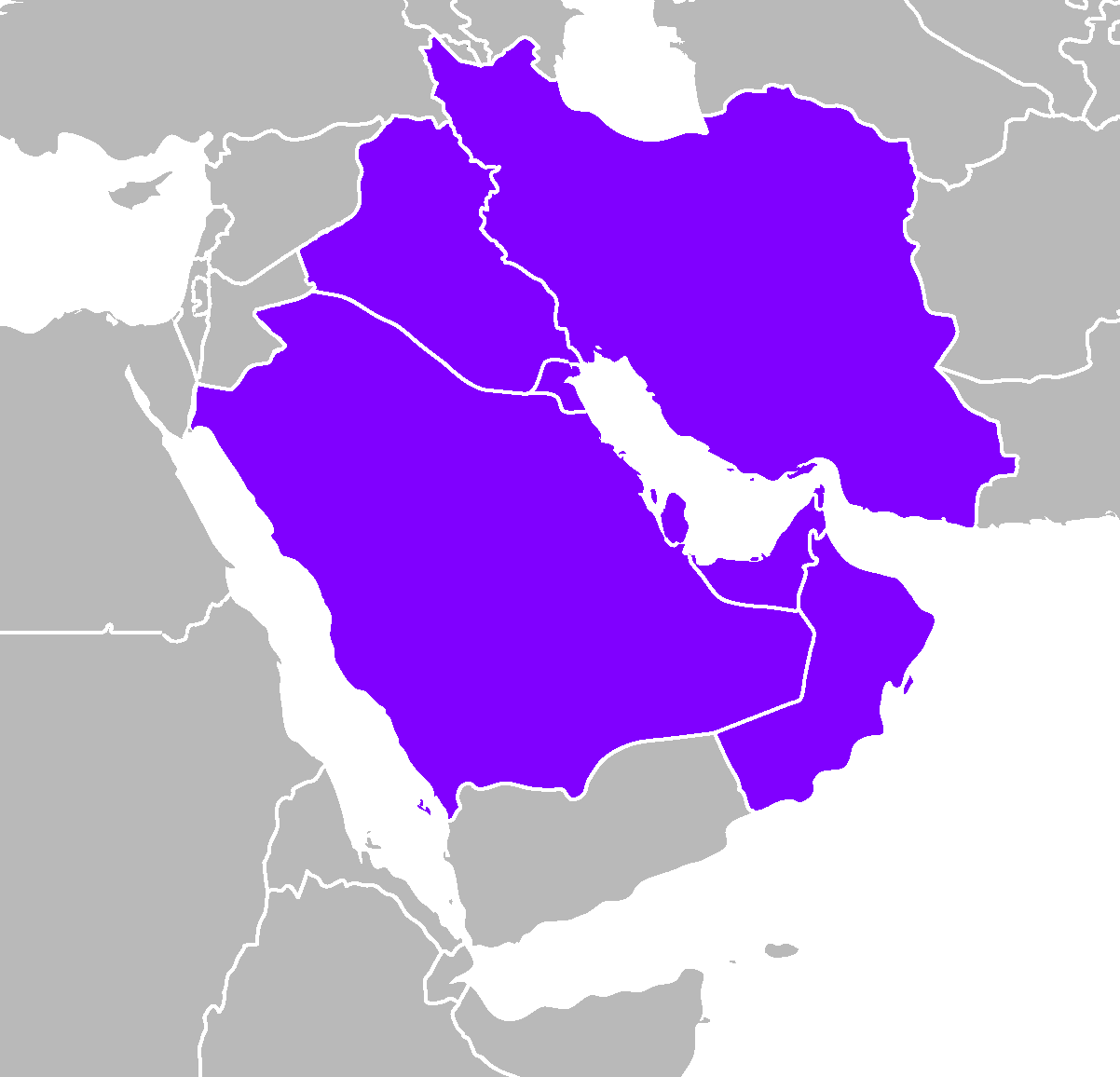
Die Anrainerstaaten des Persischen Golfes

Die Anrainerstaaten des Persischen Golfes sind (von Norden nach Süden entlang der Küste):
- Iran
- Irak
- Kuwait
- Saudi-Arabien
- Bahrain
- Katar
- Vereinigte Arabische Emirate (VAE)
- Oman (Gouvernement Musandam)

Von den acht Anrainerstaaten dieses Gewässers sind sieben Mitglieder der Arabischen Liga, das achte – und jenes mit dem längsten Küstenanteil – ist Iran. Mit Ausnahme Irans und des Irak bilden die anderen sechs Staaten den Golfkooperationsrat. Iran, der Irak, Kuwait und Saudi-Arabien sind seit 1960 Gründungsmitglieder der Organisation erdölexportierender Länder (OPEC), Katar (1961) und die VAE (1967) sind etwas später ebenfalls der Organisation beigetreten.

### Erdöl und Erdgas
Die Region um den Persischen Golf ist wegen des Erdöl- und Erdgasreichtums von großer geopolitischer Bedeutung. Nach Angaben der Bundesanstalt für Geowissenschaften und Rohstoffe (BGR) waren 2007 Saudi-Arabien (35,9 Milliarden Tonnen), Iran (18,8 Milliarden Tonnen), Irak (15,6 Milliarden Tonnen), Kuwait (13,8 Milliarden Tonnen) und die VAE (13,3 Milliarden Tonnen) die fünf Länder mit den weltweit größten Ölreserven. Die förderfähigen Reserven wurden auf weltweit 163,5 Milliarden Tonnen geschätzt. Davon entfielen 22,0 % auf Saudi-Arabien, 11,5 % auf Iran und 9,6 % auf den Irak. Iran (15,2 Prozent) und Katar (14,0 Prozent) besitzen zudem, nach Russland (26,1 Prozent), die größten weltweiten Reserven an Erdgas.
Aufgrund seiner wirtschaftlichen und geopolitischen Bedeutung war der Persische Golf Schauplatz der drei so genannten Golfkriege von 1980, von 1990 und von 2003. Daneben kam und kommt es immer wieder zu Grenzstreitigkeiten der Anrainerstaaten.

## Schiffs- und Güterverkehr

### Häfen
siehe Liste von Seehäfen (nicht vollständig)

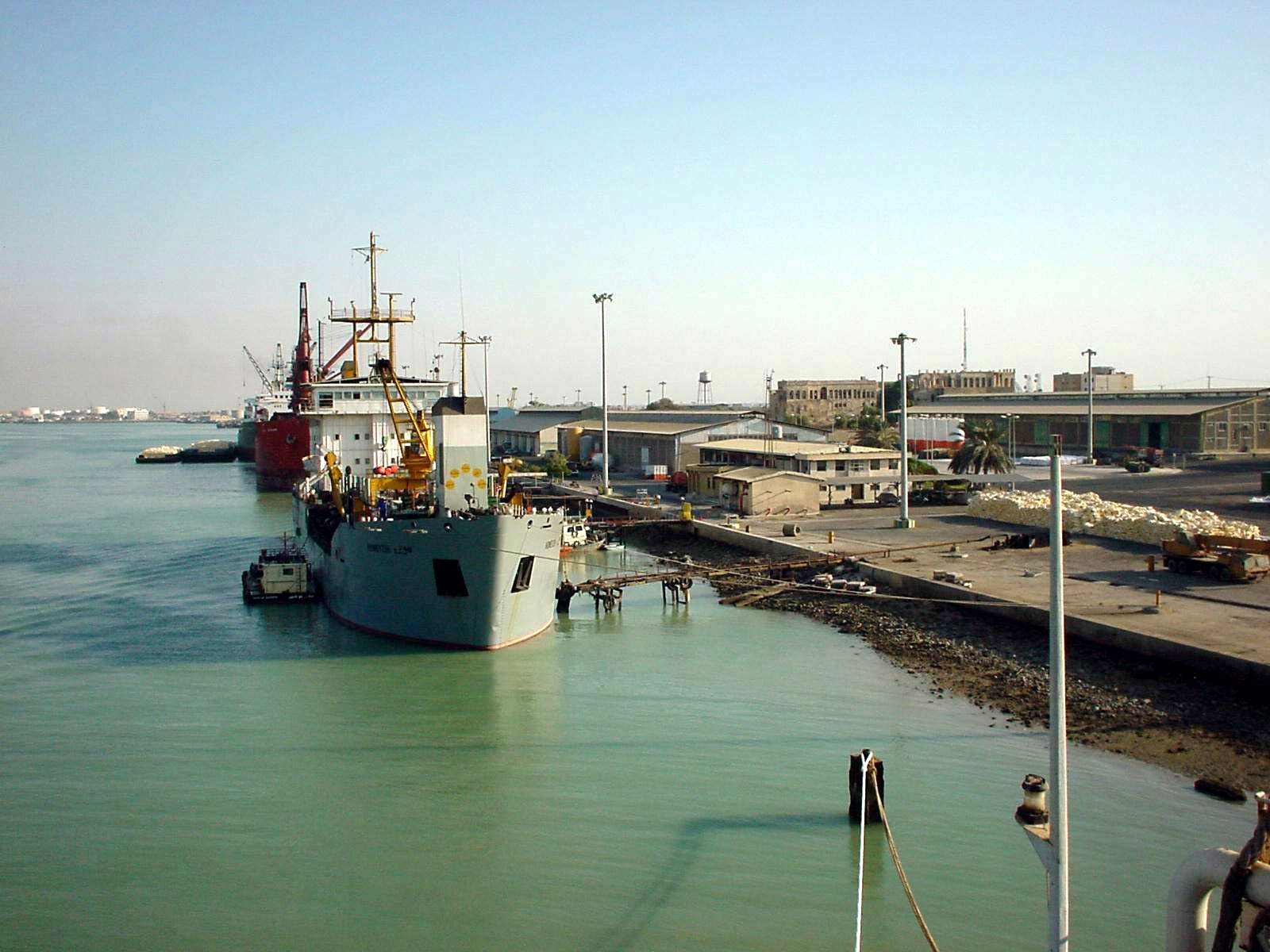
Hafen von Buschehr

Iranische Seehäfen: Abadan, Bandar Abbas, (Bandar-e) Buschehr, Chorramschahr, Bandar-e Mogham, Bandar-e Bostaneh, Bandar-e Kong

Schiffsverkehr entlang der Tunb-Inseln

### Frachtverkehr
Nach Informationen der United States Energy Information Administration (EIA) passieren täglich durchschnittlich 14 Tanker mit einer Gesamtfracht von etwa 17 Millionen Barrels Rohöl die Straße von Hormus. Das sind umgerechnet rund 35 % des weltweit auf See transportierten Erdöls und etwa 20 % des weltweiten Erdölhandels.

### Navigation
Eine Besonderheit liegt bei der Navigation um die iranischen Tunb-Inseln und durch die Straße von Hormus vor. Dort werden Schiffe als Verkehrstrennungsgebiet in einfahrend und ausfahrend aufgeteilt, um die Gefahr von Kollisionen entlang der Straße von Hormus zu reduzieren. Die betroffene Linie ist ca. 10 km breit und besteht aus zwei 3 km breiten Bahnen, jeweils eine einwärts und die andere auswärts. Die beiden Bahnen werden durch eine dritte, ebenfalls ca. 3 km breite Medianbahn voneinander getrennt.

### Unfälle
Eines der bisher schwersten Schiffsunglücke im Persischen Golf ereignete sich am 8. April 1961, als das britische Kombischiff Dara vor Dubai nach einer Explosion an Bord in Flammen aufging, ausbrannte und unterging. 238 Passagiere und Besatzungsmitglieder starben dabei.

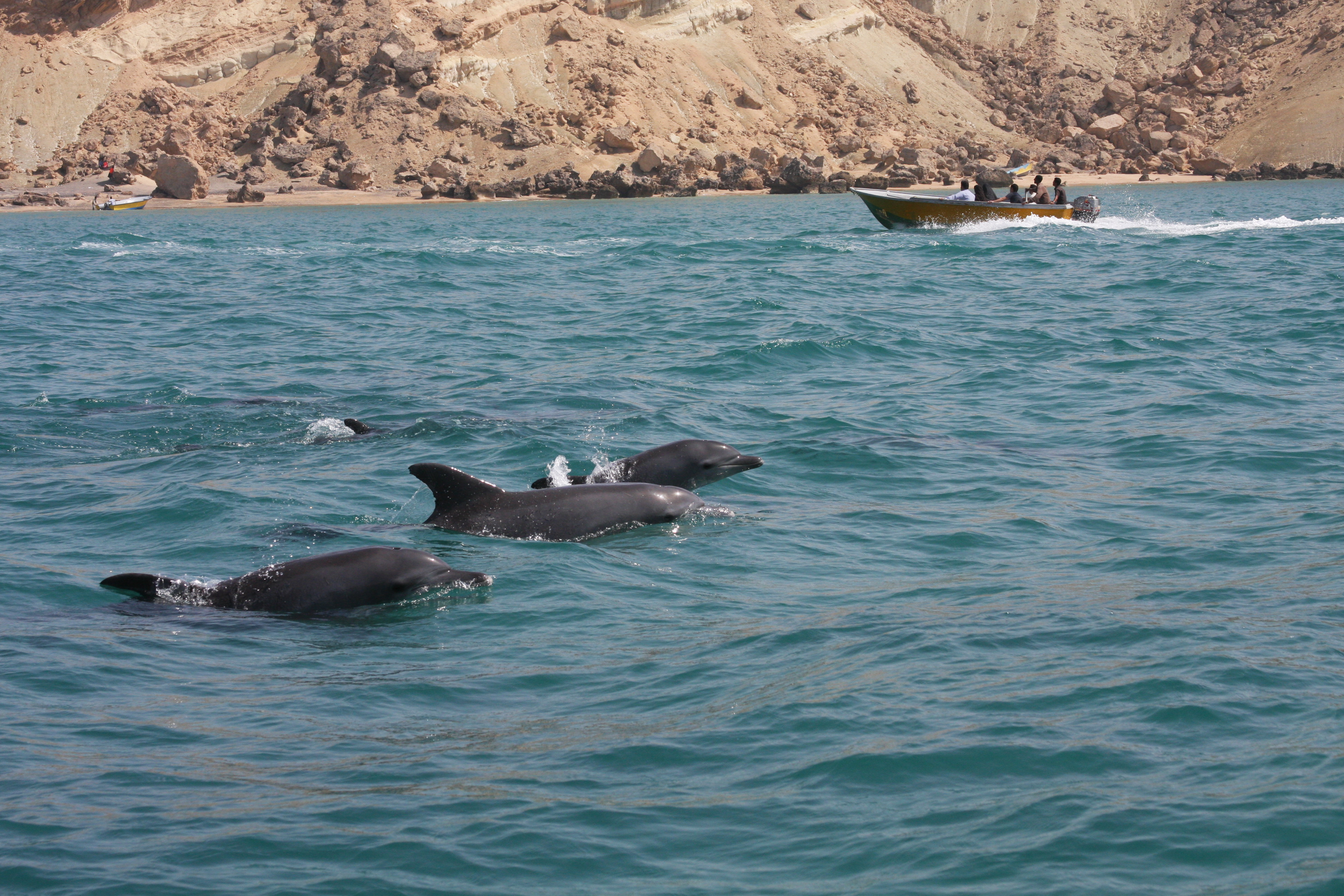
Delphine im Persischen Golf

## Geschichte und Kultur
Die Konturen des Persischen Golfes sind das Ergebnis globaler geoklimatischer Vorgänge. Eine Klimaveränderung vor 8200 Jahren, die Misox-Schwankung, die zum Ende der letzten Kaltzeit vor 11.700 Jahren einsetzte, führte regional auch zu Abkühlungen. So folgte der Misox-Schwankung und dem endgültigen Auseinanderbrechen des Laurentidischen Eisschildes eine enorme Schmelzwasserfreisetzung aus dem Ojibway- und dem Agassizsee in Nordamerika (siehe auch Flandrische Transgression).
Dieser enorme Süßwassereintrag in den Nordatlantik unterband weitgehend die Entstehung höhersalinaren Meereswassers, das wegen seiner höheren Dichte absinkt. Die resultierende Beeinträchtigung der thermohalinen Zirkulation und damit des Wärmetransportes über den Nordatlantik schwächte den Nordatlantikstrom als nördlichen Zweig des Golfstroms. Der nach Norden gerichtete Wärmetransport nahm ab, und in Nordeuropa setzte eine regional unterschiedliche, aber erhebliche Abkühlung und Austrocknung ein. Im Vorderen Orient, der Region des Fruchtbaren Halbmondes, kam es neben Abkühlungen auch vermehrt zur Entwicklung eines semiariden Klimas.
Hinzu stieg der Meeresspiegel in der Region um den Persischen Golf an. Weite Gebiete des heutigen Persischen Golfes waren während der letzten Kaltzeit trocken gefallen. Zunächst sukzessive, phasenweise aber in großer Geschwindigkeit kam es zur Überflutung und der Entstehung des heutigen Binnenmeeres.
Die Küstenregion des Persischen Golfes gilt als eine Wiege der Zivilisation. Hier entstanden die großen Zivilisationen von Sumer, Elam, Akkad und Babylon, sowie die Weltreiche der Perser.